# Volksdeutsche

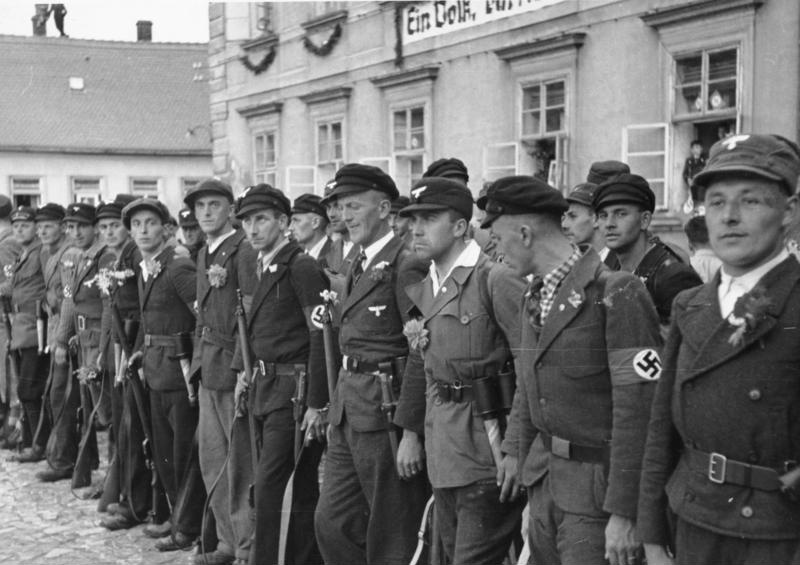
Volksdeutsche do Sudetendeutsches Freikorps.

Volksdeutsche (alemães étnicos) é um termo histórico que surgiu no início do século XX para descrever os alemães étnicos que viviam fora (ou mais precisamente, nasceram fora) do Reich. Contrasta com o termo Reichsdeutsche ou alemães imperiais, os cidadãos alemães residentes na Alemanha. O termo também contrasta com o termo moderno Auslandsdeutsche (alemães no estrangeiro), que geralmente representa os cidadãos alemães residentes em outros países.
Este foi um termo utilizado principalmente durante a República de Weimar. Em um sentido mais estrito, Volksdeutsch veio a significar alemães étnicos que viviam no exterior, mas sem a cidadania alemã, ou seja, a justaposição com Reichsdeutsch foi aguçado para denotar a diferença para a cidadania, bem como residência.

## Origem do termo
De acordo com Doris Bergen, Hitler imputou a si próprio o termo Volksdeutsche que apareceu em 1938 num memorando da Chancelaria do Reich Alemão. Nesse documento, o Volksdeutsche foram definidas como "pessoas cuja língua e cultura tem origem alemã, mas que não possuem a cidadania alemã."
No entanto, para Hitler e os alemães da sua época, o termo Volksdeutsche tinha uma carga racial não captada na tradução comum  "alemães étnicos". Segundo estimativas em 1930, cerca de 30 milhões Volksdeutsche e Auslandsdeutsche (= cidadãos alemães residentes no estrangeiro) estavam vivendo fora do Reich, uma proporção significativa deles na Europa oriental - Polônia, Checoslováquia, Hungria, Rússia, Ucrânia, países bálticos e Romênia. O objetivo nazista de expansão para o leste (lebensraum) atribuíu aos Volksdeutsche um papel especial  nos planos alemães para o leste, como consagrado na Generalplan Ost.